# Eruguera de les Kai
L'eruguera de les Kai (Edolisoma dispar) és una espècie d'ocell de la família dels campefàgids (Campephagidae).

## Hàbitat i distribució
Habita els boscos de les illes Kai.